# Hugo Mötefindt
Hugo Mötefindt (* 28. Juli 1893 in Wernigerode; † 22. August 1932 in Leipzig) war ein deutscher Prähistoriker und Volkskundler.

## Leben
Hugo Mötefindt Studierte von 1919 bis 1921  studierte Ethnologie, Klassische Archäologie und
Kunstgeschichte an der Universität Hamburg. 1922 erfolgte seine Promotion. Mötefindt war Schüler von Alfred Götze.
1926/27 war Mötefindt Direktor des Oberschlesischen Landesmuseums in Beuthen. Ab 1927 war er Mitarbeiter der Redaktion von F. A. Brockhaus. Von 1921 bis 1931 war er Mitglied der Deutschen Morgenländischen Gesellschaft. Er beteiligte sich an der Debatte um die Entdeckung des Dreiperiodensystems.
Seine Interessen lagen insbesondere auf dem Gebiet der prähistorischen Metallverarbeitung. Auch schrieb er über Kugelamphoren u. a. aus der Fundstelle Derfflinger Hügel.

## Veröffentlichungen (Auswahl)
- Zur Geschichte der Löttechnik in vor- und frühgeschichtlicher Zeit. In: Bonner Jahrbücher 123, 1916 (Digitalisat).
- Führer durch die vorgeschichtliche Abteilung des Fürst-Otto-Museums zu Wernigerode. 1917
- Technik des Altertums. In: Geschichtsblätter für Technik und Industrie 6, 1918.
- Geschichte und Verbreitung der Fräse. Wernigerode 1922 (= Dissertation).
- (Hrsg.): Studien zur vorgeschichtlichen Archäologie Alfred Götze zu seinem 60. Geburtstage dargebracht von Kollegen, Freunden und Schülern. 1925.